# Tennistoernooi van Auckland 2017
|                                       |  |                                  |
| Lauren Davis, winnares bij de vrouwen |  | Jack Sock, winnaar bij de mannen |

Het tennistoernooi van Auckland van 2017 werd van 2 tot en met 14 januari 2017 gespeeld op de hardcourtbanen van het ASB Tennis Centre in de Nieuw-Zeelandse stad Auckland. De officiële naam van het toernooi was ASB Classic.
Het toernooi bestond uit twee delen:
- WTA-toernooi van Auckland 2017, het toernooi voor de vrouwen (2–7 januari)
- ATP-toernooi van Auckland 2017, het toernooi voor de mannen (9–14 januari)

## Toernooikalender
| WTA               | januari 2017 | januari 2017 | januari 2017 | januari 2017 | januari 2017 | januari 2017 |
| WTA               | maa 2        | din 3        | woe 4        | don 5        | vrĳ 6        | zat 7        |
| ----------------- | ------------ | ------------ | ------------ | ------------ | ------------ | ------------ |
| vrouwenenkelspel  | 1e ronde     | 1e ronde     | 2e ronde     | kwartfinale  | halve finale | finale       |
| vrouwendubbelspel | 1e ronde     | 1e ronde     | 2e ronde     | 2e ronde     | halve finale | finale       |

| ATP              | januari 2017 | januari 2017 | januari 2017 | januari 2017 | januari 2017 | januari 2017 |
| ATP              | maa 9        | din 10       | woe 11       | don 12       | vrĳ 13       | zat 14       |
| ---------------- | ------------ | ------------ | ------------ | ------------ | ------------ | ------------ |
| mannenenkelspel  | 1e ronde     | 1e ronde     | 2e ronde     | kwartfinale  | halve finale | finale       |
| mannendubbelspel |              | 1e ronde     | 1e ronde     | 2e ronde     | halve finale | finale       |

ATP-toernooi van Auckland‎ – WTA-toernooi van Auckland

2016 · 
2017 · 
2018 · 
2019 · 
2020 · 2021 · 2022 · 
2023 · 
2024 · 
2025